# Транспорт Дніпропетровської області
Транспорт Дніпропетровської області — різні види транспорту Дніпропетровської області, що включають у себе всі його види (за винятком морського) — автомобільний, залізничний, повітряний, річковий, трубопровідний. Здійснюючи вантажні і пасажирські перевезення, в області поширена взаємодія різних видів транспорту, що формує транспортну систему.

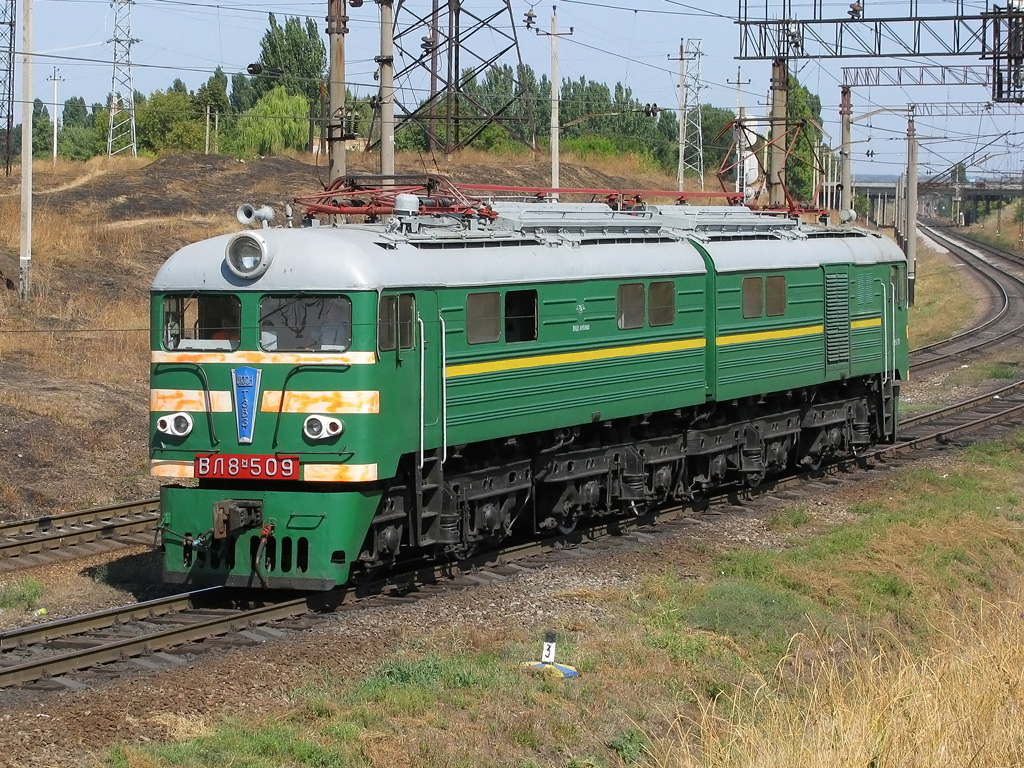
Електровоз ВЛ8М-509 поблизу Нікополя

Структура вантажних перевезень у 2010 році на Дніпропетровщині

В регіоні функціонує три аеропорти, з яких два міжнародні, що з’єднують його з країнами далекого і ближнього зарубіжжя. Територію області перетинають найважливіші залізничні магістралі, які сполучають Донбас, Криворіжжя і Нікопольський марганцевий басейн. У Дніпропетровській області розвинена мережа автомобільних доріг. Перевезення вантажів автомобільним транспортом у 2009 році склало 8764,6 тис. тон. Обсяги їх порівняно з 2008 роком скоротились на 1%, що обумовлено зменшенням загального обсягу виробництва, транспортування товарів і сировини у зв'язку з світовою фінансовою кризою. У регіоні функціонують Дніпропетровський і Дніпродзержинський порти, де судна на зразок «річка-море» забезпечують міжнародні перевезення вантажів з виходом у Чорне море. Важливе значення має трубопровідний транспорт. Він забезпечує район нафтою, нафтопродуктами, газом, що надходять в основному з інших регіонів.

## Історія
З давніх-давен головною транспортною артерією регіону був Дніпро. Тут проходив відомий шлях «Із варяг у греки». Перші сухопутні дороги з'явились в 11 столітті. Пізніше на території області з'явились «чумацькі шляхи». Така система доріг проіснувала до 1890-тих років. Перша залізниця відкрилась у 1873 році між Севастополем і Лозовою. Перша посадка літака у Катеринославі відбулась у 1918 році. 
Формуванню транспортної мережі області сприяє її економіко-географічне положення. Область є транзитною як всередині України, так і для міжнародного сполучення. Також в області знаходиться значна кількість населених пунктів, а серед них - високорозвинених та густонаселених. 

## Автомобільний транспорт

### Інфраструктура
Автомобільний транспорт займає одну з провідних ролей як для внутрішньообласних, так і для зовнішніх зв'язків. Крім того, він обслуговує та доповнює залізничний і річковий транспорт.
Загальна протяжність доріг області становить 9144 км, з них:
- 2838 км — державних доріг:
  - 417 км — міжнародних доріг
  - 442 км — національних доріг
  - 78,5 км — регіональних доріг
  - 1900 км — територіальних доріг
- 6357 км — місцевих доріг:
  - 2689 км — обласних доріг
  - 3668 км — районних доріг
- 653 мости[2].

По території області проходять автомагістралі:
- Міжнародного значення М04(E50) за маршрутом Олександрія — П'ятихатки — Дніпро — Павлоград — Донецьк.
- Міжнародного значення М18(E105) за маршрутом Харків — Перещепине — Новомосковськ — Запоріжжя.
- Міжнародного значення М29(E50) за маршрутом Харків — Перещепине.
- Національного значення Н08 за маршрутом Кременчук — Кам'янське — Дніпро — Запоріжжя.
- Національного значення Н11 за маршрутом Дніпро — Софіївка — Кривий Ріг — Казанка.
- Національного значення Н15 за маршрутом Запоріжжя — Покровське — Донецьк.
- Національного значення Н23 за маршрутом Кропивницький — Кривий Ріг — Нікополь — Запоріжжя.
- Регіонального значення Р51 за маршрутом Мерефа — Лозова — Павлоград.
- Регіонального значення Н31 за маршрутом Дніпро — Царичанка — Кобеляки.
- Регіонального значення Р73 за маршрутом Нікополь — Н23.
- Регіонального значення Р74 за маршрутом П'ятихатки — Кривий Ріг — Н11.

### Пасажирський транспорт
Автовокзали та автостанції існують в усіх містах та районних центрах області, крім Зеленодольська, Широкого та Юр'ївки. Майже всі автостанції об'єднані в ПАТ «Дніпропетровське обласне підприємство автобусних станцій», що полегшує координацію між різними перевізниками та обслуговування пасажирів.
Найбільшими пасажирськими автобусними терміналами є автовокзали у Дніпрі та Кривому Розі, а також автостанції Верхньодніпровська, Кам'янського, Магдалинівки, Нікополя, Новомосковська, Павлограда, Царичанки. Найбільшими перевізниками є АТП «Автотранссервіс» (LOTSMAN), ПАТ «Сєвєртранс», АТП-11226 («Автопромінь»), АТП-11231, ТОВ «Аеродан», ТОВ «Зігфрід-М», ПП «Одіум-Престиж», АТП-11204, ПП «Матеріал-Сервіс», ТОВ «АТП Авто-Імідж», АТП-11210, ВАТ «Покровське АТП-11214».